# Persita Tangerang
El Persita Tangerang es un equipo de fútbol de Indonesia que milita en la Liga Indonesia.

## Historia
Fue fundado el 9 de septiembre de 1953 en la ciudad de Tangerang, aunque fue fundado no oficialmente el 19 de abril de 1940 y oficialmente fue reconocido como club el 15 de septiembre de 1945. Oficialmente fue reconocido en 1953 por ser el año en el que fue admitido en la PSSI. El primer uniforme del club fue a rayas rojo y blanco, pero más tarde el color rojo fue reemplazado por el púrpura.

## Palmarés
- Primera División de Indonesia: 1

2000

## Participación en competiciones de la AFC
| Temporada | Torneo                 | Ronda          | Club    | Casa | Visita |
| --------- | ---------------------- | -------------- | ------- | ---- | ------ |
| 2002/03   | Copa de Clubes de Asia | Clasificatoria | Osotspa | 0-1  | 0-0    |

## Participación en competiciones de la ASEAN
| Temporada | Torneo            | Ronda            | Club                          | Resultado |
| --------- | ----------------- | ---------------- | ----------------------------- | --------- |
| 2003      | Club Championship | Grupos           | Hoàng Anh Gia Lai             | 2-1       |
| 2003      | Club Championship | Grupos           | Telecom and Transportation FC | 1-5       |
| 2003      | Club Championship | Cuartos de final | East Bengal                   | 1-2       |

## Jugadores

### Jugadores destacados
| - Firman Utina - Ilham Jaya Kesuma - Jaenal Ichwan - Rama Pratama - Tema Mursadat - Zaenal Arif - Franco Hita - Gustavo Hernan Ortiz - Leonardo Adrián Verón - Cristiano Lopes | - Sadissou Bako - Esaiah Pello Benson - Mfundo Cecil - Javad Moradi |